# Muñoveros (kommunhuvudort)
Muñoveros är en kommunhuvudort i Spanien.   Den ligger i provinsen Provincia de Segovia och regionen Kastilien och Leon, i den centrala delen av landet, 90 km norr om huvudstaden Madrid. Muñoveros ligger 960 meter över havet och antalet invånare är 196.
Terrängen runt Muñoveros är lite kuperad. Runt Muñoveros är det mycket glesbefolkat, med 7 invånare per kvadratkilometer. Närmaste större samhälle är La Cuesta, 10,0 km söder om Muñoveros. Trakten runt Muñoveros består till största delen av jordbruksmark.